# Vysotskiy Peak
Vysotskiy Peak är en bergstopp i Antarktis. Den ligger i Östantarktis. Norge gör anspråk på området. Toppen på Vysotskiy Peak är 2 035 meter över havet.
Terrängen runt Vysotskiy Peak är kuperad västerut, men österut är den platt. Trakten är obefolkad. Det finns inga samhällen i närheten. 